# Loužná
Loužná je malá vesnice, část obce Myslív v okrese Klatovy v Plzeňském kraji. Nachází se asi 2,5 kilometru jižně od Myslíva. Je zde evidováno 43 adres. V roce 2011 zde trvale žilo 46 obyvatel.
Loužná je také název katastrálního území o rozloze 3,59 km².

## Historie
První písemná zmínka o vesnici pochází z roku 1558.

## Přírodní poměry
Jihovýchodně od vesnice leží přírodní rezervace V Morávkách.

## Obyvatelstvo
| Rok            | 1869 | 1880 | 1890 | 1900 | 1910 | 1921 | 1930 | 1950 | 1961 | 1970 | 1980 | 1991 | 2001 | 2011 | 2021 |
| -------------- | ---- | ---- | ---- | ---- | ---- | ---- | ---- | ---- | ---- | ---- | ---- | ---- | ---- | ---- | ---- |
| Počet obyvatel | 291  | 298  | 277  | 278  | 260  | 269  | 211  | 166  | 163  | 125  | 102  | 73   | 54   | 46   | 47   |
| Počet domů     | 41   | 46   | 48   | 44   | 46   | 46   | 44   | 44   | 39   | 35   | 35   | 41   | 41   | 41   | 40   |

## Obecní správa
Při sčítání lidu v letech 1850–1879 Loužná byla osadou obce Štipoklasy v okrese Klatovy. V letech 1880–1975 byla samostatnou obcí, se kterým patřila nejprve do okresu Klatovy, ale v roce 1950 v okrese Horažďovice a od roku 1960 opět v okrese Klatovy. Od 1. července 1975 je částí obce Myslív v okrese Klatovy.

## Galerie

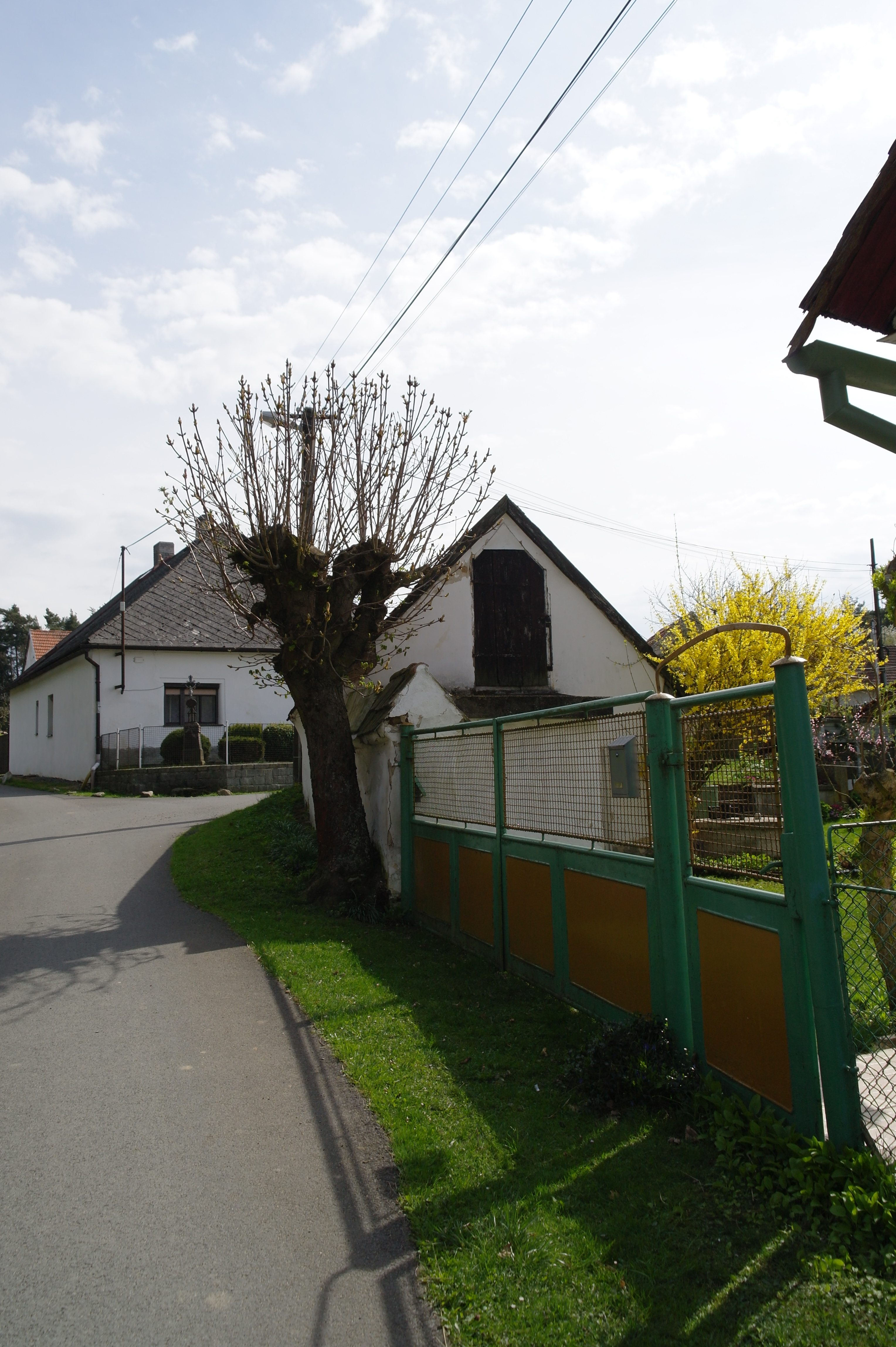
Chalupy a kříž
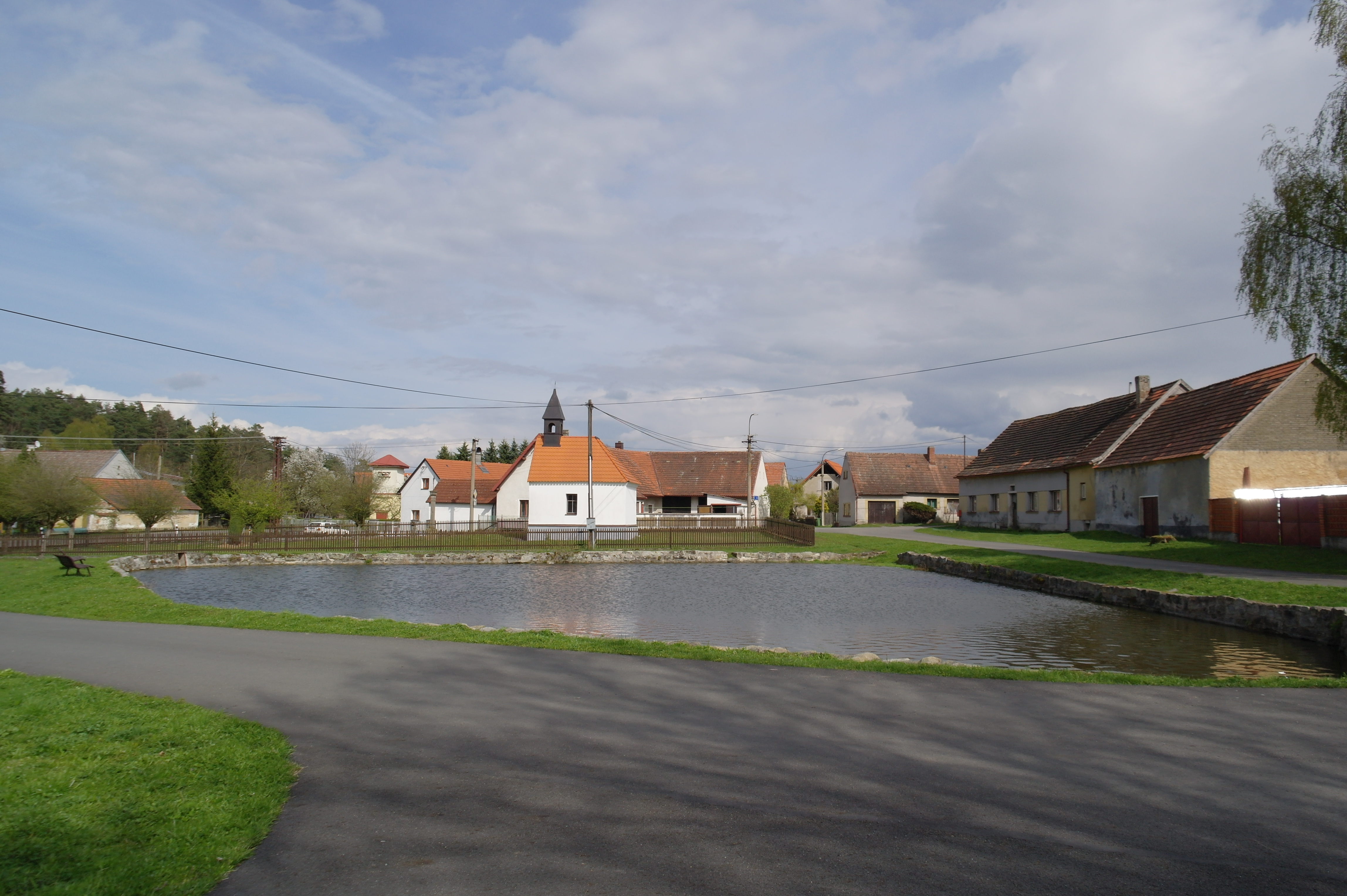
Místní rybník
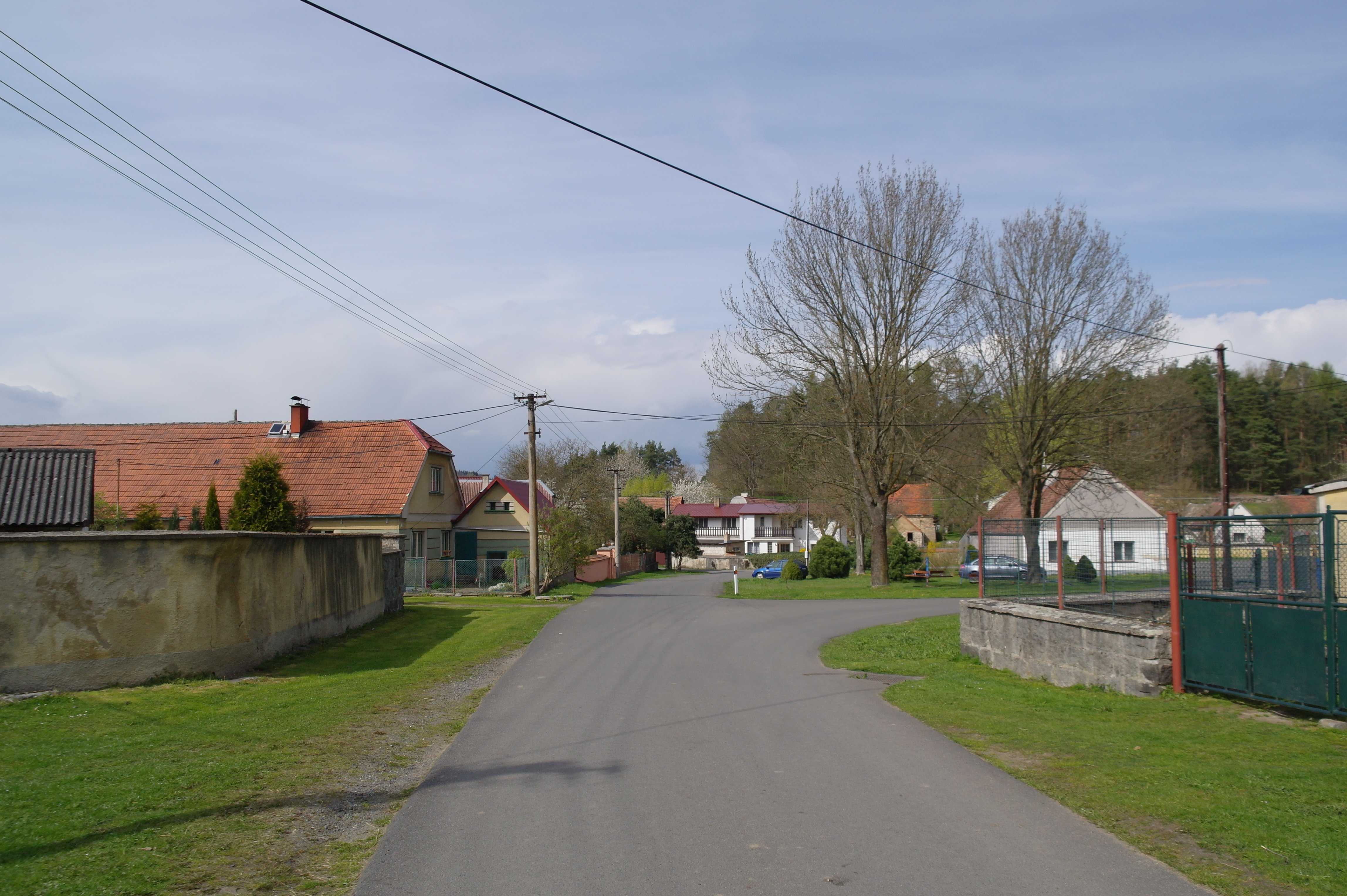
Křižovatka